# Matthieu Dossevi
Matthieu Dossevi, né le 12 février 1988 à Chambray-lès-Tours (Indre-et-Loire), est un footballeur international togolais qui évolue au poste de milieu offensif.

## Biographie
Matthieu Dossevi est issu d'une famille de grands sportifs. C'est le fils de Pierre-Antoine Dossevi, et le neveu d'Othniel Dossevi, qui ont tous deux été joueurs de football professionnels. Son cousin Damiel Dossevi fait partie des meilleurs perchistes français des années 2000. 
Son grand frère Thomas Dossevi est un attaquant ex-international A togolais ayant joué pour plusieurs clubs professionnels.
Matthieu Dossevi signe à la fin de la saison 2007-2008 son premier contrat pro d'une durée de trois ans avec Le Mans UC 72, son club formateur. Lors de sa saison 2007-2008 en CFA, il marque 14 buts et réalise 9 passes décisives.
Il marque son premier but en Ligue 1 le samedi 20 février 2010 à Boulogne-sur-mer d'une belle frappe en lucarne. 
En août 2010, Matthieu Dossevi signe un contrat de quatre ans en faveur du Valenciennes FC, club dans lequel avait joué son grand frère.
En fin de contrat à Valenciennes,  il s'engage en juillet 2014  pour trois ans avec l'Olympiakós.
En aout 2015, il est prêté au Standard de Liège avec option d'achat. Le 23 janvier 2016, Matthieu est en passe de prolonger pour quatre ans au Standard de Liège. En effet, le club a décidé de lever l'option d'achat à la suite des excellentes performances de Matthieu lors du premier tour.
En août 2017, il rejoint le FC Metz pour un prêt d'un an avec option d'achat. Malgré la descente du club lorrain en deuxième division, il sort du lot et réalise une excellente saison en délivrant notamment 11 passes décisives, dont 7 pour Nolan Roux.
Le 3 août 2018, il signe au Toulouse FC pour 2,5 millions d'euros. Il y arbore le numéro 14. En février 2020, alors que le club vit une nouvelle saison difficile (dernier du championnat), et qu'il est en fin de contrat, Dossevi prolonge d'un an.
Malgré sa prolongation, Dossevi est transféré la saison suivante suivante à Denizlispor.
Un an après sa signature, il quitte le club turc et décide de revenir en France, à l'Amiens SC.
Libre de tout contrat, l’international togolais s’est engagé lundi 10 octobre 2022 avec le FC Versailles, club de national. Il a été écarté jusqu'à la fin de la saison après avoir liké sur les réseaux sociaux des publications défavorables à son entraîneur, Cris. L’attaquant, qui a joué onze matchs de National pour un but et une passe décisive, aurait pu bénéficier d’une année de contrat supplémentaire s’il était arrivé à quinze matchs de championnat National. À l'initiative d'un des investisseurs, Christophe Petit, il ne faisait pas partie du groupe depuis plusieurs semaines, de façon à éviter cette prolongation.
L’ancien Toulousain est au micro de la chaîne L’Equipe , pour commenter des matchs de Ligue 2  durant toute la saison 2023-2024, aux côtés de Yoann Riou.

## Statistiques
| Saison                | Club                  | Championnat           | Championnat | Championnat | Coupe nationale | Coupe nationale | Coupe de la Ligue | Coupe de la Ligue | Compétition(s) continentale(s) | Compétition(s) continentale(s) | Compétition(s) continentale(s) | Total | Total |
| Saison                | Club                  | Division              | M.          | B.          | M.              | B.              | M.                | B.                | Comp.                          | M.                             | B.                             | M.    | B.    |
| 2008-2009             | Le Mans UC            | Ligue 1               | 11          | 0           | 2               | 0               | 1                 | 0                 | -                              | -                              | -                              | 14    | 0     |
| 2009-2010             | Le Mans UC            | Ligue 1               | 30          | 5           | 2               | 0               | 2                 | 0                 | -                              | -                              | -                              | 34    | 5     |
| 2010-2011             | Le Mans UC            | Ligue 2               | 3           | 1           | -               | -               | -                 | -                 | -                              | -                              | -                              | 3     | 1     |
| Sous-total            | Sous-total            | Sous-total            | 44          | 6           | 4               | 0               | 3                 | 0                 | -                              | -                              | -                              | 51    | 6     |
| 2010-2011             | Valenciennes FC       | Ligue 1               | 24          | 2           | 1               | 0               | 2                 | 1                 | -                              | -                              | -                              | 27    | 3     |
| 2011-2012             | Valenciennes FC       | Ligue 1               | 20          | 1           | 2               | 1               | 1                 | 1                 | -                              | -                              | -                              | 23    | 3     |
| 2012-2013             | Valenciennes FC       | Ligue 1               | 36          | 3           | 1               | 1               | 1                 | 0                 | -                              | -                              | -                              | 38    | 4     |
| 2013-2014             | Valenciennes FC       | Ligue 1               | 31          | 4           | 1               | 1               | 1                 | 1                 | -                              | -                              | -                              | 33    | 6     |
| Sous-total            | Sous-total            | Sous-total            | 111         | 10          | 5               | 3               | 5                 | 3                 | -                              | -                              | -                              | 121   | 16    |
| 2014-2015             | Olympiakos FC         | Süper League          | 26          | 3           | 6               | 2               | -                 | -                 | C1+C3                          | 0+2                            | 0+0                            | 34    | 5     |
| 2015-2016             | Olympiakos FC         | Süper League          | 2           | 1           | -               | -               | -                 | -                 | C1                             | -                              | -                              | 2     | 1     |
| Sous-total            | Sous-total            | Sous-total            | 28          | 4           | 6               | 2               | -                 | -                 | -                              | 2                              | 0                              | 36    | 6     |
| 2015-2016             | Standard de Liège     | Jupiler Pro League    | 23+3        | 5           | 6               | 1               | -                 | -                 | C3                             | -                              | -                              | 32    | 6     |
| 2016-2017             | Standard de Liège     | Jupiler Pro League    | 20+3        | 0           | 2               | 0               | -                 | -                 | C3                             | 3                              | 1                              | 28    | 1     |
| 2017-2018             | Standard de Liège     | Jupiler Pro League    | 5           | 0           | -               | -               | -                 | -                 | -                              | -                              | -                              | 5     | 0     |
| Sous-total            | Sous-total            | Sous-total            | 54          | 5           | 8               | 1               | -                 | -                 | -                              | 3                              | 1                              | 65    | 7     |
| 2017-2018             | FC Metz               | Ligue 1               | 30          | 1           | 1               | 0               | 1                 | 1                 | -                              | -                              | -                              | 32    | 2     |
| 2018-2019             | FC Metz               | Ligue 2               | 1           | 0           | -               | -               | -                 | -                 | -                              | -                              | -                              | 1     | 0     |
| Sous-total            | Sous-total            | Sous-total            | 31          | 1           | 1               | 0               | 1                 | 1                 | -                              | -                              | -                              | 33    | 2     |
| 2018-2019             | Toulouse FC           | Ligue 1               | 35          | 4           | 2               | 1               | -                 | -                 | -                              | -                              | -                              | 37    | 5     |
| 2019-2020             | Toulouse FC           | Ligue 1               | 26          | 1           | 1               | 0               | -                 | -                 | -                              | -                              | -                              | 27    | 1     |
| Sous-total            | Sous-total            | Sous-total            | 61          | 5           | 3               | 1               | -                 | -                 | -                              | -                              | -                              | 64    | 6     |
| 2020-2021             | Denizlispor           | Süper League          | 18          | 0           | -               | -               | -                 | -                 | -                              | -                              | -                              | 18    | 0     |
| 2021-2022             | Amiens SC             | Ligue 2               | 8           | 0           | -               | -               | -                 | -                 | -                              | -                              | -                              | 8     | 0     |
| 2022-2023             | FC Versailles 78      | National              | 11          | 1           | -               | -               | -                 | -                 | -                              | -                              | -                              | 11    | 1     |
| Total sur la carrière | Total sur la carrière | Total sur la carrière | 366         | 32          | 27              | 7               | 9                 | 4                 | -                              | 5                              | 1                              | 407   | 44    |

## Palmarès
- Olympiakos (3)
  - Championnat de Grèce (2):
    - Champion: 2015 et 2016

  - Coupe de Grèce  (1) 
    - Vainqueur : 2015
- Standard de Liège (1)
  - Coupe de Belgique
    - Vainqueur : 2016

  - Supercoupe de Belgique
    - Finaliste : 2016
- FC Metz (1)
  - Ligue 2
    - Champion : 2019